# Edward Royce (Komponist)
Edward Royce (* 1886 in Cambridge/Massachusetts; † 1963) war ein US-amerikanischer Komponist und Musikpädagoge.
Royce studierte an der Harvard University und am Stern’schen Konservatorium in Berlin. Er war Direktor des Departments für Musiktheorie an der Eastman School of Music in Rochester. Als Komponist trat er mit Orchesterwerken (u. a. The Fire-Bringers, 1926; Far Ocean, 1929) hervor, von denen einige vom Rochester Symphony Orchestra aufgeführt wurden. Außerdem komponierte er viele Werke für Klavier und für Orgel.

## Quelle
- Henry Cowell: "American Composers on American Music", Stanford University Press, ISBN 9780804713955, S. 212

| Personendaten    | Personendaten                                 |
| ---------------- | --------------------------------------------- |
| NAME             | Royce, Edward                                 |
| KURZBESCHREIBUNG | US-amerikanischer Komponist und Musikpädagoge |
| GEBURTSDATUM     | 1886                                          |
| GEBURTSORT       | Cambridge (Massachusetts)                     |
| STERBEDATUM      | 1963                                          |